# Bernhard Endres
Johann Bernhard Endress (* 12. November 1788 in Elpersdorf bei Ansbach; † 5. November 1850 in München) war ein bayerischer Jurist und Kommunalpolitiker.

## Leben
Bernhard Endres studierte an der  Friedrich-Alexander-Universität Erlangen Rechtswissenschaft. 1806 wurde er Mitglied des Corps Onoldia. Nach Abschluss des Studiums war er am Landgericht Leutershausen tätig. 1827 wurde er zum Bürgermeister von Ansbach gewählt. In seiner Amtszeit entwickelte sich die Stadt sowohl wirtschaftlich als auch in der Verwaltung vorteilhaft. Als er 1842 wegen eines Augenleidens das Bürgermeisteramt aufgeben musste, war Ansbach schuldenfrei.
Die Stadt Ansbach zeichnete ihn 1843 mit der Ernennung zum Ehrenbürger aus. Endres vermachte sein Vermögen der Stadt. Noch heute besteht in Ansbach die gemeinnützige Bernhard-Endres-Stiftung.